# 英俊镇
英俊镇，是中华人民共和国吉林省长春市二道区下辖的一个乡镇级行政单位。

## 行政区划
英俊镇下辖以下地区：
三道社区、和平村、卫星村、四合村、香水村、长青村、苇子村和胡家村。